# جولي غونزالو
جولي غونزالو هي ممثلة أمريكية وأرجنتينية، ولدت في 9 سبتمبر 1981 ببوينس آيرس في الأرجنتين.

## أعمال

### أفلام
- (2003) الجمعة العجيبة[5][6]

### مسلسلات
- ايلي ستون
- فيرونيكا مارس

## وصلات خارجية
- جولي غونزالو على موقع IMDb (الإنجليزية)
- جولي غونزالو على موقع روتن توميتوز (الإنجليزية)
- جولي غونزالو على موقع تيرنر كلاسيك موفيز (الإنجليزية)
- جولي غونزالو على موقع أول موفي (الإنجليزية)
- جولي غونزالو على موقع قاعدة بيانات الأفلام السويدية (السويدية)
- جولي غونزالو على موقع إن إن دي بي (الإنجليزية)
- جولي غونزالو على موقع قاعدة بيانات الفيلم (الإنجليزية)